# Charles Smart Roy

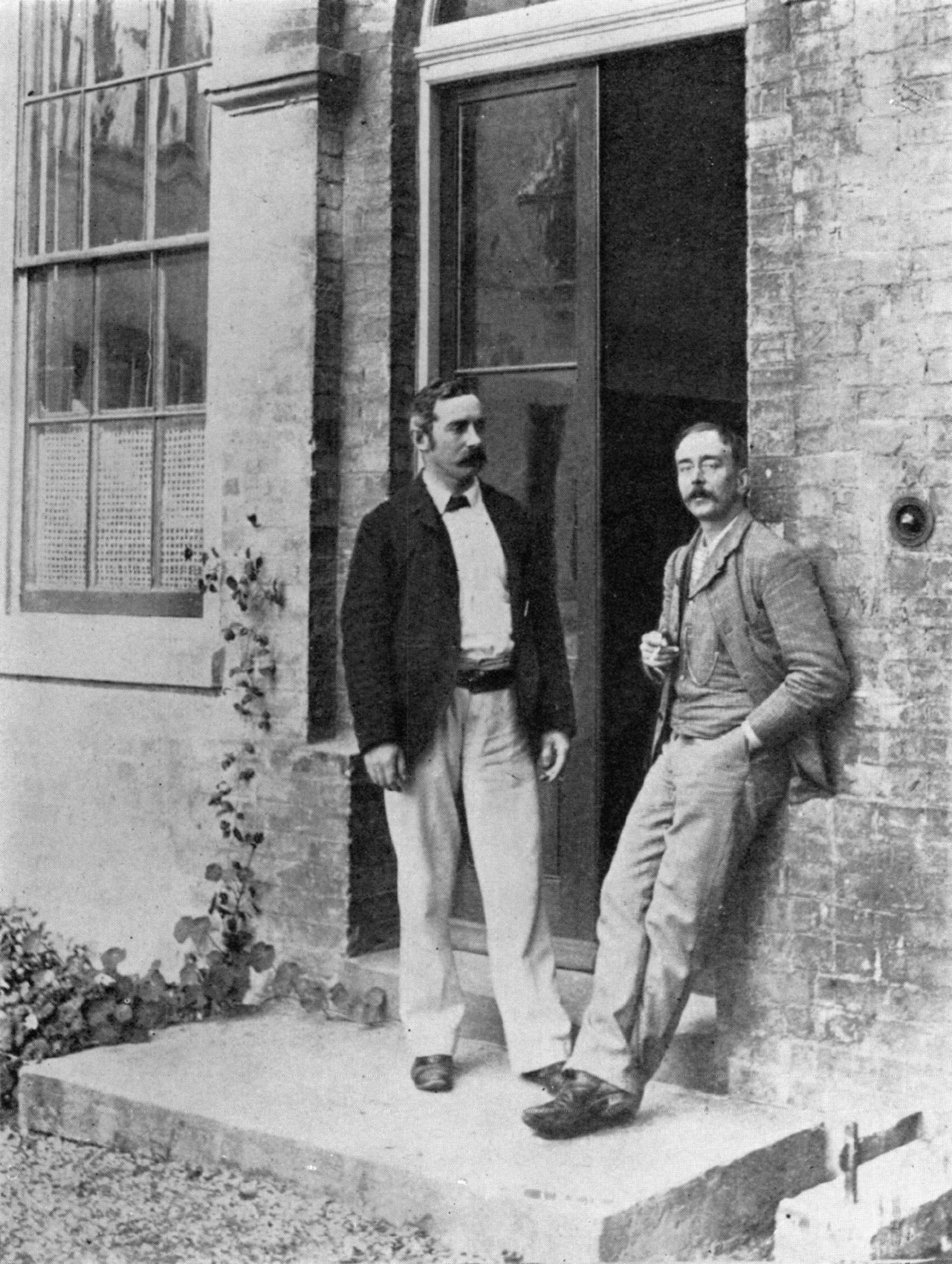
Charles Smart Roy (links) zusammen mit Charles Scott Sherrington (1893 in Cambridge, am Eingang zur Alten Pathologie)

Charles Smart Roy (* 21. Januar 1854 in Arbroath; † 4. Oktober 1897 in Cambridge) war ein britischer Pathologe.

## Leben
Charles Smart Roy war der Sohn von Adam Roy und Elizabeth Smart. Roy studierte an den Universitäten St. Andrews und Edinburgh. In Edinburgh wurde er 1878 promoviert. Nach pathologisch-anatomischen Studien in London, der Teilnahme am serbisch-türkischen Kriege als Arzt und der Arbeit an physiologischen und pathologischen Instituten in Berlin, Straßburg und Leipzig, wurde er 1884 Professor der Pathologie an der University of Cambridge.

## Werke
- The form of the pulse-wave as studied in the carotid of the rabbit. Macmillan, New York 1879.
- The physiology and pathology of the spleen. 1881.
- Charles S. Roy, Charles Scott Sherrington: Report on the pathology and etiology of Asiatic cholera as observed in Spain in the summer of 1885. Assn. for the Advancement of Medicine by Research, London 1887.
- Charles S. Roy, Charles Scott Sherrington: On the regulation of the blood-supply of the brain. Physiological Society, London 1890.
- Charles S. Roy, John George Adami: Contributions to the physiology and pathology of the mammalian heart. Harrison and Sons, London 1892.